# Jairo Javier Hoyos
Jairo Javier Hoyos Salcedo (1 de julio de 1945, Trujillo, Valle del Cauca, - 18 de junio de 2007, corregimiento de Argelia) fue un diputado a la Asamblea Departamental del Valle del Cauca, Colombia, secuestrado el 11 de abril de 2002 y asesinado el 18 de junio de 2007 por la guerrilla de las FARC junto a otros 10 diputados.
Hoyos promovió la superación personal a través de la educación. Patrocinó la publicación de libros culturales para la comunidad y escribió varios libros sobre superación personal.
Su actitud le llevó a merecer el título de ser el diputado AMP (Actitud Mental Positiva).

## Biografía
Fue el hijo mayor de 12 hermanos de Efraín de J. Hoyos y Gilma Salcedo. Vivió la mayoría de su juventud en la ciudad de Buga, Valle del Cauca, donde conoció a su esposa Carmen Emilia García con la que tuvo 3 hijos: Diego Fernando, John Jairo y Efraín Alberto. Junto a su esposa fundaron el Colegio Miguel Ángel Buonarrotti en el barrio Calima, Cali, por más de 45 años.

### Secuestro y asesinato
Hoyos Salcedo fue uno de los 12 diputados secuestrados por las FARC el 11 de abril de 2002 en la Asamblea Departamental del Valle del Cauca, Colombia. En ese momento ejercía el cargo de vicepresidente. Su cautiverio duró más de seis años y se le mantuvo en las selvas de los departamentos del Valle del Cauca, Chocó y Cauca. Este último fue el lugar donde fue asesinado alrededor de las 11 a. m. en un campamento de las FARC ubicado cerca al corregimiento de Argelia en los límites de los departamentos de Nariño y Cauca el 18 de junio de 2007 en compañía de 10 de los diputados secuestrados.

#### Investigación
Las autopsias revelaron que todos los diputados fueron asesinados por múltiples disparos de fusil y otras armas de fuego, en lo que se consideró por parte de los familiares un fusilamiento ordenado por el comandante guerrillero denominado “El Grillo”, jefe de la cuadrilla que los mantuvo en su poder.
La muerte de los once diputados generó masivas marchas de repudio registradas en la historia de Colombia. Millones de sus habitantes se lanzaron a las calles en ciudades como Bogotá, Medellín, Cali, Cartagena de Indias, Barranquilla, etc. bajo el lema de "No más FARC" en lo que se denomina el principio del fin de esta agrupación guerrillera.